# Hypolycaena philippus
The Purple-brown Hairstreak or Commona Hairstreak (Hypolycaena philippus) là một loài bướm ngày thuộc họ Bướm xanh. Nó được tìm thấy ở sub-Saharan Africa.
Sải cánh dài 22–28 mm đối với con đực và 23.5–31 mm đối với con cái. Con trưởng thành bay quanh năm in warmer areas with peaks in tháng 11 và tháng 3 or tháng 4.
Ấu trùng ăn Clerodendron glabrum, Ximenia species (bao gồm Ximenia caffra và Ximenia americana), Deinbollia species (bao gồm Deinbollia oblongifolia), Vangueria species (bao gồm the inside of fruits of Vangueria randii), Maytenus senegalensis, Allophylus, Loranthus, Punica granatum, Clerodendrum, Coccinia grandis và Ixora.

## Phụ loài
- Hypolycaena philippus philippus (Africa (south of Sahara))
- Hypolycaena philippus ramonza (Saalmüller, 1878) (Madagascar, Aldabra, Cosmoledo, Comoro Islands)

## Hình ảnh

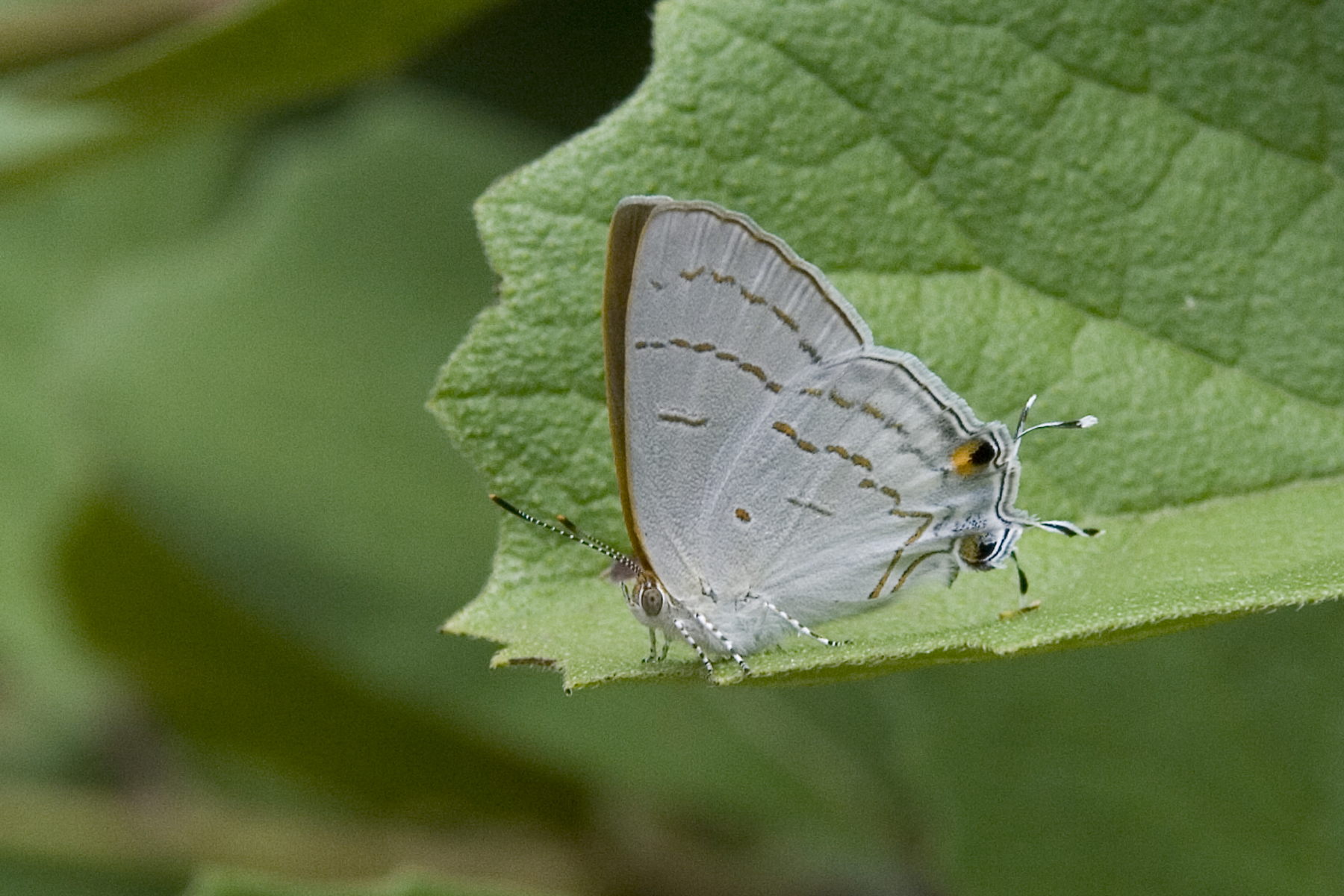
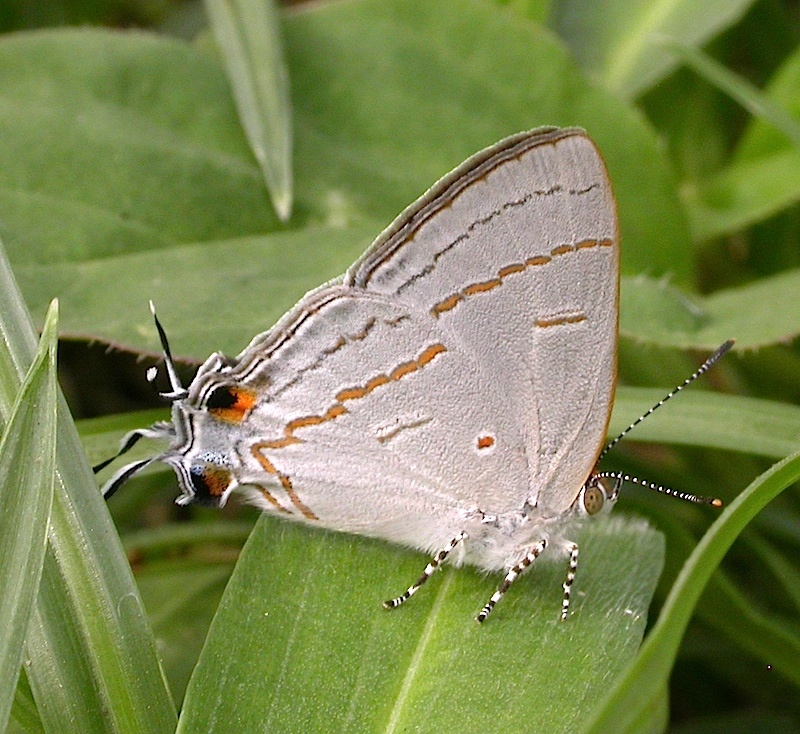
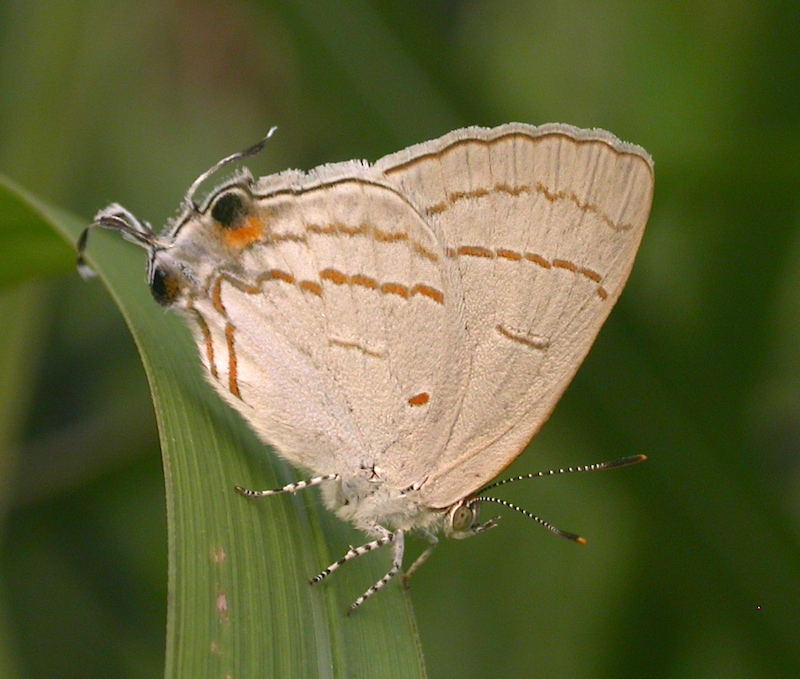